# Higher (Creed)
Higher è un singolo del gruppo musicale statunitense Creed, pubblicato nel 1999 ed estratto dall'album Human Clay.
Il brano è stato scritto da Scott Stapp e Mark Tremonti.

## Tracce
1. Higher (radio edit)
2. My Own Prison
3. To Whom It May Concern
4. Wrong Way